# Regiones naturales de Bélgica

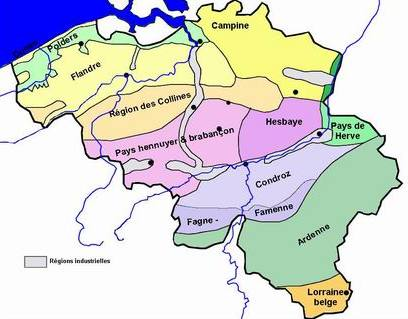
Regiones naturales de Bélgica

Las regiones naturales de Bélgica son las unidades territoriales con unas características físicas específicas (geomorfología, geología, clima, suelos, recursos hídricos ...) asociadas en general con una ocupación humana también característica (percepción y gestión del territorio que han desarrollado un determinado tipo de paisaje y, más a menudo, una identidad cultural propia).
El término «región natural» se distingue del de «región administrativa» que concierne a la organización política y la gestión administrativa del territorio.
Las regiones naturales comúnmente aceptadas —sus límites son convencionales, dependen en gran parte del criterio empleado y además cambian en el tiempo— son las siguientes:
- Borinage
- Thudinie
- Condroz
- País de la Vesdre
- País de Herve
- País de las Fuentes (Pays des Sources)
- Ardenas
- Fagne
- Hautes Fagnes
- Famenne
- Calestienne
- Lorena belga
- Eifel
- País de las Colinas
- Basse-Sambre
- Hesbaye
- Campine Hennuyère

Las regiones naturales belgas son en general, diferentes de las principales regiones históricas (Cantones del Este, Gaume y el País de Arlon, Borinage, Región del Centro, Roman Païs, País Blanco, Tournaisis, Pays Noir, Hainaut occidental, (Walonia picarda)).